# Evangeliesida
Evangeliesidan är den norra sidan av en kyrka på vilken evangeliet brukade läsas. Anledningen till att evangeliet lästes på den norra sidan var att man trodde att allt ont kom från norr och att det då behövde mötas med de starkaste orden, det vill säga evangeliet. Den norra sidan kallas ibland även kvinnosidan. Anledningen till det är inte att man trodde att kvinnan var mer ond än mannen. Istället handlar det om att kvinnorna intar samma position som Jesu moder, Maria, gör vid Jesu kors, det vill säga till vänster. Männen sitter på samma sida som lärjungen Johannes står, det vill säga till höger. Eftersom kyrkorna orienterades med altaret i öster blev den högra sidan samma sak som den södra sidan.  
Seden med mans- och kvinnosida i kyrkan går tillbaka till fornkyrkan. Bland annat ansåg man att fridskyssen före kommunionen i mässan inte fick utväxlas mellan personer av olika kön, varför män och kvinnor skulle sitta åtskilda. Bruket med mans- och kvinnosida i kyrkan blev en fast praxis i kyrkan som bestått genom medeltiden, reformationstiden och in i modern tid. En relikt av det är att brud och brudgum fortfarande går in i kyrkan på det som annars enligt sedvanan är "fel sida" om varandra och att de hela tiden i kyrkan befinner sig på det som uppfattas som rummets kvinno- respektive manssida.